# 影子山
影子山是南極洲的山峰，位於維多利亞地的博克格雷溫克海岸，處於影子海崖以西，屬於阿德默勒爾蒂山脈的一部分，取名自影子海崖。
71°56′S 167°31′E / 71.933°S 167.517°E